# Колоколкін Іван Терентійович
Іван Терентійович Колоколкін (30 квітня 1905, місто Москва, тепер Російська Федерація — 6 квітня 1969, місто Москва, тепер Російська Федерація) — радянський партійний діяч, 1-й секретар Марійського обласного комітету ВКП(б). Депутат Верховної ради СРСР 2-го скликання.

## Біографія
Народився в родині робітника-кравця. У 1917 році закінчив чотирикласне міське училище в Москві.
З травня 1919 до травня 1921 року наймитував у селі Журавинка Раненбурзького повіту Рязанської губернії.
У травні 1921 — жовтні 1925 року — робітник-в'язальник кустарної майстерні Субботіна в Москві. У 1925 році вступив до комсомолу.
У жовтні 1925 — жовтні 1929 року — підсобний робітник, слюсар заводу «Мосважарт» (Московські майстерні з ремонту важкої артилерії). У 1927 році закінчив два класи вечірньої робітничої школи при заводі № 67 у Москві.
Член ВКП(б) з березня 1928 року.
У жовтні 1929 — листопаді 1930 року — заступник завідувача бюро зв'язку ТАРС у Москві.
У листопаді 1930 — січні 1932 року — слюсар, звільнений член заводського комітету, завідувач культкомісії заводського комітету заводу «Мосважарт».
У січні 1932 — травні 1933 року — завідувач відділу культури Московського міського комітету Спілки робітників машинобудування.
У травні 1933 — листопаді 1934 року — голова робітничого комітету машинно-тракторної станції (МТС) у Шаховському районі Московської області.
У листопаді 1934 — вересні 1936 року — завідувач відділу культури, голова заводського комітету, заступник секретаря партійного комітету заводу «Мосважарт».
У вересні 1936 — травні 1938 року — голова Московського обласного комітету Спілки робітників військово-металургійної промисловості.
У червні — липні 1938 року — 1-й секретар Кінешемського міського комітету ВКП(б) Івановської області.
У липні — грудні 1938 року — 3-й секретар Івановського обласного комітету ВКП(б).
У грудні 1938 — червні 1939 року — 2-й секретар Івановського обласного комітету ВКП(б).
У червні 1939 — червні 1940 року — слухач Вищої школи партійних організаторів при ЦК ВКП(б).
У липні 1940 — 1943 року — відповідальний організатор, у 1943 — червні 1945 року — завідувач сектора організаційно-інструкторського відділу ЦК ВКП(б).
9 липня 1945 — вересень 1948 року — 1-й секретар Марійського обласного комітету ВКП(б). Одночасно з липня 1945 до вересня 1948 року — 1-й секретар Йошкар-Олинського міського комітету ВКП(б).
У вересні 1948 — вересні 1951 року — слухач Вищої партійної школи при ЦК ВКП(б).
У вересні 1951 — квітні 1953 року — заступник голови Комітету у справах культурно-просвітницьких установ при Раді міністрів Російської РФСР.
У квітні 1953 — червні 1956 року — начальник Головного управління у справах культурно-просвітницьких установ Міністерства культури Російської РФСР.
У червні 1956 — вересні 1957 року — заступник міністра культури Російської РФСР.
У жовтні 1957 — березні 1959 року — начальник Головного управління книжкової торгівлі Міністерства культури Російської РФСР.
У березні — грудні 1959 року — керуючий Російського об'єднання книжкової торгівлі («Роскнига») Міністерства культури Російської РФСР.
У грудні 1959 — вересні 1962 року — начальник Головного управління книжкової торгівлі Міністерства культури Російської РФСР.
З вересня 1962 року — персональний пенсіонер у Москві.
Помер 6 квітня 1969 року в Москві. Похований на Новодівочому цвинтарі Москви.

## Звання
- політрук
- майор

## Нагороди
- орден Леніна (1946)
- орден Вітчизняної війни ІІ ст.
- орден Червоної Зірки
- медаль «За оборону Москви»